# Lijst van pointillisten
Dit is een lijst van kunstschilders die tussen 1880 en 1945 in (een deel van) hun schildersloopbaan de techniek van het pointillisme hebben gebruikt.
| afbeelding | land         | naam                          | geboren | overleden | kunstwerk |
| ---------- | ------------ | ----------------------------- | ------- | --------- | --------- |
|            | Denemarken   | Camille Pissarro              | 1830    | 1903      |           |
|            | Frankrijk    | Charles Angrand               | 1854    | 1926      |           |
|            | Frankrijk    | Georges Seurat                | 1859    | 1891      |           |
|            | Frankrijk    | Paul Signac                   | 1863    | 1935      |           |
|            | Frankrijk    | Hippolyte Petitjean           | 1854    | 1929      |           |
|            | Frankrijk    | Henri-Edmond Cross            | 1856    | 1910      |           |
|            | Frankrijk    | Maximilien Luce               | 1858    | 1941      |           |
|            | België       | Théo van Rysselberghe         | 1862    | 1926      |           |
|            | Italië       | Gaetano Previati              | 1852    | 1920      |           |
|            | Italië       | Angelo Morbelli               | 1853    | 1919      |           |
|            | Italië       | Giovanni Segantini            | 1858    | 1899      |           |
|            | Italië       | Giuseppe Pellizza da Volpedo  | 1868    | 1907      |           |
|            | Frankrijk    | Lucie Cousturier              | 1870    | 1925      |           |
|            | België       | Georges Lemmen                | 1865    | 1916      |           |
|            | Frankrijk    | Louis Hayet                   | 1864    | 1940      |           |
|            | Duitsland    | Paul Baum                     | 1859    | 1932      |           |
|            | Nederland    | Vincent van Gogh              | 1853    | 1890      |           |
|            | Engeland     | Roger Fry                     | 1866    | 1934      |           |
|            | België       | Léon De Smet                  | 1881    | 1966      |           |
|            | Frankrijk    | Édouard Vuillard              | 1868    | 1940      |           |
|            | Frankrijk    | Jeannes Selmersheim-Desgrange | 1877    | 1958      |           |
|            | 🇳🇱 Nederland | Jan Adam Zandleven            | 1868    | 1923      |           |